# Neotrichoporoides viridimaculatus
Neotrichoporoides viridimaculatus är en stekelart som först beskrevs av David Timmins Fullaway 1955. 
Neotrichoporoides viridimaculatus ingår i släktet Neotrichoporoides och familjen finglanssteklar. Arten är reproducerande i Sverige. Inga underarter finns listade i Catalogue of Life.